# Torneo de Reserva 2022
El Torneo de Reserva 2022 fue la octogésima segunda edición del certamen organizado por la Liga Profesional. Inició el 6 de junio y finalizó el 23 de octubre de 2022. Participaron un total de 28 equipos.
Los nuevos participantes fueron: Tigre, que regresó tras su última participación en la temporada 2018-19, y Barracas Central, que volvió tras su última intervención en la temporada 1934.
El torneo consagró campeón por vigésima vez a Boca Juniors, tras vencer a Independiente por 3 a 0 en la última fecha.

## Sistema de disputa
El certamen se desarrolla en una sola rueda de todos contra todos.

## Equipos participantes
| Equipo             | Ciudad                | Estadio                                                               | Capacidad          |
| ------------------ | --------------------- | --------------------------------------------------------------------- | ------------------ |
| Aldosivi           | Mar del Plata         | José María Minella                                                    | 35 180             |
| Argentinos Juniors | Buenos Aires          | Diego Armando Maradona                                                | 26 000             |
| Arsenal            | Sarandí               | Julio Humberto Grondona                                               | 16 300             |
| Atlético Tucumán   | San Miguel de Tucumán | Monumental José Fierro                                                | 35 200             |
| Banfield           | Banfield              | Florencio Sola                                                        | 34 900             |
| Barracas Central   | Buenos Aires          | Claudio Chiqui Tapia Ciudad de Lanús-Néstor Díaz Pérez Islas Malvinas | 4400 47 027 21 500 |
| Boca Juniors       | Buenos Aires          | Alberto J. Armando                                                    | 54 000             |
| Central Córdoba    | Santiago del Estero   | Alfredo Terrera Único Madre de Ciudades                               | 21 500 30 000      |
| Colón              | Santa Fe              | Brigadier General Estanislao López                                    | 40 000             |
| Defensa y Justicia | Gobernador Costa      | Norberto Tomaghello                                                   | 20 000             |
| Estudiantes        | La Plata              | Jorge Luis Hirschi                                                    | 32 530             |
| Gimnasia y Esgrima | La Plata              | Juan Carmelo Zerillo                                                  | 21 500             |
| Godoy Cruz         | Godoy Cruz            | Malvinas Argentinas                                                   | 42 500             |
| Huracán            | Buenos Aires          | Tomás Adolfo Ducó                                                     | 48 314             |
| Independiente      | Avellaneda            | Libertadores de América                                               | 49 592             |
| Lanús              | Lanús Este            | Ciudad de Lanús-Néstor Díaz Pérez                                     | 47 027             |
| Newell's Old Boys  | Rosario               | Marcelo Bielsa                                                        | 42 000             |
| Patronato          | Paraná                | Presbítero Bartolomé Grella                                           | 22 000             |
| Platense           | Florida               | Ciudad de Vicente López                                               | 34 530             |
| Racing Club        | Avellaneda            | Presidente Perón                                                      | 51 000             |
| River Plate        | Buenos Aires          | Antonio Vespucio Liberti                                              | 72 054             |
| Rosario Central    | Rosario               | Gigante de Arroyito                                                   | 41 465             |
| San Lorenzo        | Buenos Aires          | Pedro Bidegain                                                        | 47 964             |
| Sarmiento          | Junín                 | Eva Perón                                                             | 23 000             |
| Talleres           | Córdoba               | Mario Alberto Kempes                                                  | 57 000             |
| Tigre              | Victoria              | José Dellagiovanna                                                    | 26 282             |
| Unión              | Santa Fe              | 15 de abril                                                           | 30 000             |
| Vélez Sarsfield    | Buenos Aires          | José Amalfitani                                                       | 49 540             |

### Distribución geográfica de los equipos
| Jurisdicción                             | Cant. | Equipos                                                                                                 |
| ---------------------------------------- | ----- | --- |
| Conurbano bonaerense                     | 8     | Arsenal, Banfield, Defensa y Justicia, Independiente, Lanús, Platense, Racing Club y Tigre              |
| Ciudad de Buenos Aires                   | 7     | Argentinos Juniors, Barracas Central, Boca Juniors, Huracán, River Plate, San Lorenzo y Vélez Sarsfield |
| Provincia de Santa Fe                    | 4     | Colón, Newell's Old Boys, Rosario Central y Unión                                                       |
| Ciudad de La Plata                       | 2     | Estudiantes y Gimnasia y Esgrima                                                                        |
| Interior de la provincia de Buenos Aires | 2     | Aldosivi y Sarmiento                                                                                    |
| Provincia de Córdoba                     | 1     | Talleres                                                                                                |
| Provincia de Entre Ríos                  | 1     | Patronato                                                                                               |
| Provincia de Mendoza                     | 1     | Godoy Cruz                                                                                              |
| Provincia de Santiago del Estero         | 1     | Central Córdoba                                                                                         |
| Provincia de Tucumán                     | 1     | Atlético Tucumán                                                                                        |

## Tabla de posiciones
| Pos. | Equipo                            | Pts. | PJ | PG | PE | PP | GF | GC | DG  |
| ---- | --------------------------------- | ---- | -- | -- | -- | -- | -- | -- | --- |
| 1.°  | Boca Juniors                      | 57   | 27 | 18 | 3  | 6  | 48 | 20 | 28  |
| 2.°  | Vélez Sarsfield                   | 56   | 27 | 18 | 2  | 7  | 49 | 18 | 31  |
| 3.°  | Tigre                             | 48   | 27 | 13 | 9  | 5  | 33 | 25 | 8   |
| 4.°  | Huracán                           | 45   | 27 | 14 | 3  | 10 | 52 | 41 | 11  |
| 5.°  | Newell's Old Boys                 | 44   | 27 | 12 | 8  | 7  | 37 | 27 | 10  |
| 6.°  | River Plate                       | 44   | 27 | 14 | 2  | 11 | 31 | 29 | 2   |
| 7.°  | Gimnasia y Esgrima La Plata       | 43   | 27 | 12 | 7  | 8  | 48 | 34 | 14  |
| 8.°  | Independiente                     | 43   | 27 | 12 | 7  | 8  | 39 | 31 | 8   |
| 9.°  | Argentinos Juniors                | 43   | 27 | 11 | 10 | 6  | 36 | 28 | 8   |
| 10.° | Lanús                             | 42   | 27 | 12 | 6  | 9  | 41 | 41 | 0   |
| 11.° | Rosario Central                   | 41   | 27 | 11 | 8  | 8  | 51 | 36 | 15  |
| 12.° | Defensa y Justicia                | 38   | 27 | 11 | 5  | 11 | 27 | 32 | -5  |
| 13.° | Talleres (C)                      | 37   | 27 | 11 | 4  | 12 | 42 | 40 | 2   |
| 14.° | San Lorenzo de Almagro            | 37   | 27 | 11 | 4  | 12 | 33 | 34 | -1  |
| 15.° | Unión                             | 36   | 27 | 9  | 9  | 9  | 24 | 24 | 0   |
| 16.° | Colón                             | 36   | 27 | 9  | 9  | 9  | 35 | 40 | -5  |
| 17.° | Racing                            | 33   | 27 | 8  | 9  | 10 | 37 | 33 | 4   |
| 18.° | Godoy Cruz Antonio Tomba          | 33   | 27 | 8  | 9  | 10 | 34 | 35 | -1  |
| 19.° | Platense                          | 33   | 27 | 7  | 12 | 8  | 25 | 26 | -1  |
| 20.° | Banfield                          | 32   | 27 | 8  | 8  | 11 | 25 | 32 | -7  |
| 21.° | Estudiantes de La Plata           | 31   | 27 | 7  | 10 | 10 | 24 | 29 | -5  |
| 22.° | Arsenal                           | 30   | 27 | 6  | 12 | 9  | 24 | 26 | -2  |
| 23.° | Central Córdoba (SdE)             | 30   | 27 | 8  | 6  | 13 | 24 | 37 | -13 |
| 24.° | Sarmiento                         | 30   | 27 | 8  | 6  | 13 | 21 | 38 | -17 |
| 25.° | Tucumán                           | 26   | 27 | 7  | 5  | 15 | 30 | 44 | -14 |
| 26.° | Aldosivi                          | 25   | 27 | 7  | 4  | 16 | 37 | 56 | -19 |
| 27.° | Patronato de la Juventud Católica | 25   | 27 | 6  | 7  | 14 | 21 | 40 | -19 |
| 28.° | Barracas Central                  | 23   | 27 | 7  | 2  | 18 | 18 | 50 | -32 |

### Evolución de las posiciones
| Equipo / Fecha                    | 1    | 2    | 3    | 4    | 5    | 6    | 7    | 8    | 9    | 10   | 11   | 12   | 13   | 14   | 15   | 16   | 17   | 18   | 19   | 20   | 21   | 22   | 23   | 24   | 25   | 26   | 27   |
| --------------------------------- | ---- | ---- | ---- | ---- | ---- | ---- | ---- | ---- | ---- | ---- | ---- | ---- | ---- | ---- | ---- | ---- | ---- | ---- | ---- | ---- | ---- | ---- | ---- | ---- | ---- | ---- | ---- |
| Aldosivi                          | 11.° | 6.°  | 1.°  | 1.°  | 3.°  | 9.°  | 16.° | 21.° | 16.° | 18.° |      |      |      |      |      |      |      | 26.° | 27.° | 27.° | 28.° | 28.° | 28.° | 28.° | 26.° | 25.° | 26.° |
| Argentinos Juniors                | 11.° | 4.°  | 2.°  | 2.°  | 1.°  | 2.°  | 6.°  | 4.°  | 8.°  | 12.° |      | 7.°  |      |      | 5.°  | 4.°  | 3.°  | 3.°  | 3.°  | 4.°  | 4.°  |      |      |      | 7.°  | 7.°  | 9.°  |
| Arsenal                           | 3.°  | 2.°  | 8.°  | 11.° | 15.° | 17.° | 11.° | 13.° | 15.° | 16.° |      |      |      |      |      |      |      |      |      |      |      |      |      |      | 21.° | 22.° | 22.° |
| Banfield                          | 21.° | 28.° | 19.° | 21.° | 25.° | 21.° | 23.° | 19.° | 21.° | 17.° |      |      |      |      |      |      |      |      |      |      |      |      |      |      | 20.° | 19.° | 20.° |
| Barracas Central                  | 23.° | 26.° | 20.° | 14.° | 7.°  | 14.° | 19.° | 22.° | 24.° | 24.° | 26.° | 27.° | 28.° | 28.° | 28.° | 28.° | 26.° | 28.° | 28.° | 28.° | 27.° | 27.° | 27.° | 27.° | 28.° | 27.° | 28.° |
| Boca Juniors                      | 23.° | 12.° | 9.°  | 11.° | 20.° | 22.° | 18.° | 14.° | 9.°  | 5.°  | 3.°  | 5.°  | 3.°  | 1.°  | 1.°  | 1.°  | 1.°  | 1.°  | 1.°  | 1.°  | 1.°  | 1.°  | 1.°  | 1.°  | 1.°  | 1.°  | 1.°  |
| Central Córdoba (SdE)             | 3.°  | 12.° | 17.° | 19.° | 16.° | 18.° | 12.° | 10.° | 14.° | 13.° |      |      |      |      |      |      |      |      |      |      |      |      |      |      | 24.° | 24.° | 23.° |
| Colón                             | 11.° | 20.° | 11.° | 4.°  | 6.°  | 6.°  | 17.° | 20.° | 22.° | 19.° |      |      |      |      |      |      |      |      |      |      |      |      |      |      | 14.° | 15.° | 16.° |
| Defensa y Justicia                | 23.° | 17.° | 23.° | 15.° | 8.°  | 15.° | 9.°  | 6.°  | 5.°  | 11.° |      |      | 7.°  | 5.°  | 6.°  |      |      |      |      |      |      |      |      |      | 11.° | 12.° | 12.° |
| Estudiantes de La Plata           | 23.° | 26.° | 20.° | 21.° | 22.° | 23.° | 25.° | 25.° | 23.° | 23.° |      |      |      |      |      |      |      |      |      |      |      |      |      |      | 19.° | 21.° | 21.° |
| Gimnasia y Esgrima La Plata       | 3.°  | 10.° | 7.°  | 6.°  | 12.° | 5.°  | 10.° | 8.°  | 11.° | 8.°  |      |      |      |      |      | 5.°  | 6.°  | 6.°  |      |      |      | 7.°  |      | 7.°  | 10.° | 10.° | 7.°  |
| Godoy Cruz Antonio Tomba          | 7.°  | 16.° | 13.° | 20.° | 13.° | 16.° | 20.° | 15.° | 17.° | 20.° |      |      |      | 27.° |      |      |      |      |      |      |      |      |      |      | 18.° | 17.° | 18.° |
| Huracán                           | 28.° | 25.° | 14.° | 10.° | 10.° | 19.° | 22.° | 16.° | 13.° | 9.°  | 6.°  | 4.°  | 6.°  | 7.°  |      | 7.°  | 4.°  | 5.°  | 5.°  | 3.°  | 5.°  | 3.°  | 5.°  |      | 5.°  | 4.°  | 4.°  |
| Independiente                     | 21.° | 9.°  | 16.° | 17.° | 11.° | 4.°  | 3.°  | 11.° | 10.° | 7.°  |      |      |      |      |      |      |      |      | 7.°  | 6.°  | 7.°  |      | 6.°  |      | 6.°  | 6.°  | 8.°  |
| Lanús                             | 11.° | 21.° | 26.° | 27.° | 28.° | 26.° | 24.° | 24.° | 26.° | 28.° |      |      |      |      |      |      |      |      |      |      |      |      | 7.°  | 5.°  | 9.°  | 9.°  | 10.° |
| Newell's Old Boys                 | 9.°  | 3.°  | 5.°  | 8.°  | 9.°  | 13.° | 8.°  | 12.° | 4.°  | 3.°  | 5.°  | 3.°  | 2.°  | 4.°  | 3.°  | 2.°  | 5.°  | 4.°  | 4.°  | 7.°  | 3.°  | 5.°  | 3.°  | 3.°  | 8.°  | 8.°  | 5.°  |
| Patronato de la Juventud Católica | 19.° | 12.° | 24.° | 26.° | 26.° | 27.° | 27.° | 27.° | 28.° | 26.° |      | 26.° |      |      | 27.° |      | 27.° | 27.° |      |      | 26.° | 26.° | 26.° | 26.° | 27.° | 28.° | 27.° |
| Platense                          | 19.° | 21.° | 27.° | 28.° | 27.° | 28.° | 28.° | 28.° | 27.° | 27.° | 28.° |      |      | 26.° |      | 26.° |      |      |      |      |      |      |      |      | 17.° | 18.° | 19.° |
| Racing                            | 1.°  | 1.°  | 6.°  | 5.°  | 2.°  | 1.°  | 2.°  | 7.°  | 6.°  | 10.° |      |      |      |      |      |      |      |      |      | 26.° |      |      |      |      | 23.° | 20.° | 17.° |
| River Plate                       | 3.°  | 11.° | 18.° | 13.° | 5.°  | 3.°  | 1.°  | 5.°  | 2.°  | 1.°  | 1.°  | 1.°  | 1.°  | 2.°  | 4.°  | 6.°  | 7.°  |      |      |      |      | 6.°  |      | 6.°  | 4.°  | 5.°  | 6.°  |
| Rosario Central                   | 11.° | 19.° | 15.° | 25.° | 21.° | 12.° | 7.°  | 3.°  | 7.°  | 4.°  | 7.°  | 6.°  | 4.°  | 6.°  | 7.°  |      |      |      |      |      |      |      |      |      | 12.° | 11.° | 11.° |
| San Lorenzo de Almagro            | 9.°  | 12.° | 10.° | 8.°  | 17.° | 8.°  | 15.° | 18.° | 20.° | 15.° |      |      |      |      |      |      |      |      |      |      |      |      |      |      | 16.° | 16.° | 14.° |
| Sarmiento                         | 17.° | 23.° | 28.° | 23.° | 24.° | 25.° | 26.° | 26.° | 25.° | 25.° | 27.° | 28.° | 27.° |      | 26.° | 27.° | 28.° |      | 26.° |      |      |      |      |      | 22.° | 23.° | 24.° |
| Talleres (C)                      | 17.° | 24.° | 25.° | 16.° | 23.° | 24.° | 21.° | 23.° | 18.° | 22.° |      |      | 26.° |      |      |      |      |      |      |      |      |      |      |      | 13.° | 13.° | 13.° |
| Tigre                             | 27.° | 18.° | 22.° | 24.° | 19.° | 11.° | 5.°  | 2.°  | 3.°  | 6.°  | 4.°  |      |      |      |      |      |      | 7.°  | 6.°  | 5.°  | 6.°  | 4.°  | 4.°  | 4.°  | 3.°  | 3.°  | 3.°  |
| Tucumán                           | 11.° | 7.°  | 3.°  | 16.° | 18.° | 10.° | 13.° | 9.°  | 12.° | 14.° |      |      |      |      |      |      |      |      |      |      |      |      |      |      | 25.° | 26.° | 25.° |
| Unión                             | 2.°  | 5.°  | 12.° | 18.° | 14.° | 20.° | 14.° | 17.° | 19.° | 21.° |      |      |      |      |      |      |      |      |      |      |      |      |      |      | 15.° | 14.° | 15.° |
| Vélez Sarsfield                   | 7.°  | 7.°  | 4.°  | 3.°  | 4.°  | 7.°  | 4.°  | 1.°  | 1.°  | 2.°  | 2.°  | 2.°  | 5.°  | 3.°  | 2.°  | 3.°  | 2.°  | 2.°  | 2.°  | 2.°  | 2.°  | 2.°  | 2.°  | 2.°  | 2.°  | 2.°  | 2.°  |

## Resultados
| Huracán                     | 0 - 5 | Racing                            |
| Newell's Old Boys           | 1 - 0 | Banfield                          |
| Aldosivi                    | 2 - 2 | Argentinos Juniors                |
| Arsenal                     | 2 - 0 | Boca Juniors                      |
| Colón                       | 2 - 2 | Tucumán                           |
| Sarmiento                   | 1 - 1 | Talleres                          |
| Tigre                       | 0 - 3 | Unión                             |
| Vélez Sarsfield             | 2 - 1 | Patronato de la Juventud Católica |
| River Plate                 | 2 - 0 | Defensa y Justicia                |
| Godoy Cruz Antonio Tomba    | 2 - 1 | Platense                          |
| Central Córdoba (SdE)       | 2 - 0 | Barracas Central                  |
| Independiente               | 0 - 1 | San Lorenzo de Almagro            |
| Gimnasia y Esgrima La Plata | 2 - 0 | Estudiantes de La Plata           |
| Lanús                       | 2 - 2 | Rosario Central                   |

| Fecha 2 | Fecha 2   | Fecha 2 | Fecha 2 | Fecha 2 | Fecha 2 |
| Local   | Resultado | Local   | Estadio | Fecha   | Hora    |
| ------- | --------- | ------- | ------- | ------- | ------- |

| Fecha 3 | Fecha 3   | Fecha 3 | Fecha 3 | Fecha 3 | Fecha 3 |
| Local   | Resultado | Local   | Estadio | Fecha   | Hora    |
| ------- | --------- | ------- | ------- | ------- | ------- |

| Fecha 4 | Fecha 4   | Fecha 4 | Fecha 4 | Fecha 4 | Fecha 4 |
| Local   | Resultado | Local   | Estadio | Fecha   | Hora    |
| ------- | --------- | ------- | ------- | ------- | ------- |

| Fecha 5 | Fecha 5   | Fecha 5 | Fecha 5 | Fecha 5 | Fecha 5 |
| Local   | Resultado | Local   | Estadio | Fecha   | Hora    |
| ------- | --------- | ------- | ------- | ------- | ------- |

| Fecha 6 | Fecha 6   | Fecha 6 | Fecha 6 | Fecha 6 | Fecha 6 |
| Local   | Resultado | Local   | Estadio | Fecha   | Hora    |
| ------- | --------- | ------- | ------- | ------- | ------- |

| Fecha 7 | Fecha 7   | Fecha 7 | Fecha 7 | Fecha 7 | Fecha 7 |
| Local   | Resultado | Local   | Estadio | Fecha   | Hora    |
| ------- | --------- | ------- | ------- | ------- | ------- |

| Fecha 8 | Fecha 8   | Fecha 8 | Fecha 8 | Fecha 8 | Fecha 8 |
| Local   | Resultado | Local   | Estadio | Fecha   | Hora    |
| ------- | --------- | ------- | ------- | ------- | ------- |

| Fecha 9 | Fecha 9   | Fecha 9 | Fecha 9 | Fecha 9 | Fecha 9 |
| Local   | Resultado | Local   | Estadio | Fecha   | Hora    |
| ------- | --------- | ------- | ------- | ------- | ------- |

| Fecha 10 | Fecha 10  | Fecha 10 | Fecha 10 | Fecha 10 | Fecha 10 |
| Local    | Resultado | Local    | Estadio  | Fecha    | Hora     |
| -------- | --------- | -------- | -------- | -------- | -------- |

| Fecha 11 | Fecha 11  | Fecha 11 | Fecha 11 | Fecha 11 | Fecha 11 |
| Local    | Resultado | Local    | Estadio  | Fecha    | Hora     |
| -------- | --------- | -------- | -------- | -------- | -------- |

| Fecha 12 | Fecha 12  | Fecha 12 | Fecha 12 | Fecha 12 | Fecha 12 |
| Local    | Resultado | Local    | Estadio  | Fecha    | Hora     |
| -------- | --------- | -------- | -------- | -------- | -------- |

| Fecha 13 | Fecha 13  | Fecha 13 | Fecha 13 | Fecha 13 | Fecha 13 |
| Local    | Resultado | Local    | Estadio  | Fecha    | Hora     |
| -------- | --------- | -------- | -------- | -------- | -------- |

| Fecha 14 | Fecha 14  | Fecha 14 | Fecha 14 | Fecha 14 | Fecha 14 |
| Local    | Resultado | Local    | Estadio  | Fecha    | Hora     |
| -------- | --------- | -------- | -------- | -------- | -------- |

| Fecha 15 | Fecha 15  | Fecha 15 | Fecha 15 | Fecha 15 | Fecha 15 |
| Local    | Resultado | Local    | Estadio  | Fecha    | Hora     |
| -------- | --------- | -------- | -------- | -------- | -------- |

| Fecha 16 | Fecha 16  | Fecha 16 | Fecha 16 | Fecha 16 | Fecha 16 |
| Local    | Resultado | Local    | Estadio  | Fecha    | Hora     |
| -------- | --------- | -------- | -------- | -------- | -------- |

| Fecha 17 | Fecha 17  | Fecha 17 | Fecha 17 | Fecha 17 | Fecha 17 |
| Local    | Resultado | Local    | Estadio  | Fecha    | Hora     |
| -------- | --------- | -------- | -------- | -------- | -------- |

| Fecha 18 | Fecha 18  | Fecha 18 | Fecha 18 | Fecha 18 | Fecha 18 |
| Local    | Resultado | Local    | Estadio  | Fecha    | Hora     |
| -------- | --------- | -------- | -------- | -------- | -------- |

| Fecha 19 | Fecha 19  | Fecha 19 | Fecha 19 | Fecha 19 | Fecha 19 |
| Local    | Resultado | Local    | Estadio  | Fecha    | Hora     |
| -------- | --------- | -------- | -------- | -------- | -------- |

| Fecha 20 | Fecha 20  | Fecha 20 | Fecha 20 | Fecha 20 | Fecha 20 |
| Local    | Resultado | Local    | Estadio  | Fecha    | Hora     |
| -------- | --------- | -------- | -------- | -------- | -------- |

| Fecha 21                          | Fecha 21  | Fecha 21                    | Fecha 21                                               | Fecha 21         | Fecha 21 |
| Local                             | Resultado | Local                       | Estadio                                                | Fecha            | Hora     |
| --------------------------------- | --------- | --------------------------- | ------------------------------------------------------ | ---------------- | -------- |
| Patronato de la Juventud Católica | 0 - 4     | Defensa y Justicia          | La Capillita                                           | 22 de septiembre | 10:00    |
| Platense                          | 2 - 2     | Rosario Central             | Mariani Dolan                                          | 22 de septiembre | 10:00    |
| Newell's Old Boys                 | 2 - 1     | Independiente               | Jorge Griffa                                           | 22 de septiembre | 11:00    |
| Tigre                             | 2 - 2     | Gimnasia y Esgrima La Plata | José Dellagiovanna                                     | 23 de septiembre | 10:00    |
| Arsenal                           | 2 - 0     | Sarmiento                   | Auxiliar                                               | 23 de septiembre | 11:00    |
| Estudiantes de La Plata           | 5 - 2     | Tucumán                     | Country de City Bell                                   | 23 de septiembre | 11:00    |
| Unión                             | 0 - 2     | Racing                      | 15 de abril                                            | 23 de septiembre | 11:00    |
| Barracas Central                  | 3 - 2     | Vélez Sarsfield             | Claudio Tapia                                          | 24 de septiembre | 10:00    |
| Central Córdoba (SdE)             | 3 - 0     | Aldosivi                    | Alfredo Terrera                                        | 24 de septiembre | 10:00    |
| Talleres (C)                      | 5 - 0     | River Plate                 | Francisco Cabasés                                      | 24 de septiembre | 10:00    |
| Argentinos Juniors                | 2 - 2     | Colón                       | Centro de Entrenamiento y Formación del Fútbol Amateur | 25 de septiembre | 11:00    |
| Banfield                          | 4 - 2     | Huracán                     | Alfredo Palacios                                       | 25 de septiembre | 11:00    |
| Boca Juniors                      | 0 - 0     | Godoy Cruz Antonio Tomba    | Boca Predio Ezeiza                                     | 25 de septiembre | 11:00    |
| San Lorenzo de Almagro            | 1 - 2     | Lanús                       | Ciudad Deportiva                                       | 25 de septiembre | 11:00    |

| Fecha 22 | Fecha 22  | Fecha 22 | Fecha 22 | Fecha 22 | Fecha 22 |
| Local    | Resultado | Local    | Estadio  | Fecha    | Hora     |
| -------- | --------- | -------- | -------- | -------- | -------- |

| Fecha 23 | Fecha 23  | Fecha 23 | Fecha 23 | Fecha 23 | Fecha 23 |
| Local    | Resultado | Local    | Estadio  | Fecha    | Hora     |
| -------- | --------- | -------- | -------- | -------- | -------- |

| Fecha 24 | Fecha 24  | Fecha 24 | Fecha 24 | Fecha 24 | Fecha 24 |
| Local    | Resultado | Local    | Estadio  | Fecha    | Hora     |
| -------- | --------- | -------- | -------- | -------- | -------- |

| Fecha 25 | Fecha 25  | Fecha 25 | Fecha 25 | Fecha 25 | Fecha 25 |
| Local    | Resultado | Local    | Estadio  | Fecha    | Hora     |
| -------- | --------- | -------- | -------- | -------- | -------- |

| Fecha 26 | Fecha 26  | Fecha 26 | Fecha 26 | Fecha 26 | Fecha 26 |
| Local    | Resultado | Local    | Estadio  | Fecha    | Hora     |
| -------- | --------- | -------- | -------- | -------- | -------- |

| Fecha 27                    | Fecha 27  | Fecha 27                          | Fecha 27 | Fecha 27      | Fecha 27 |
| Local                       | Resultado | Local                             | Estadio  | Fecha         | Hora     |
| --------------------------- | --------- | --------------------------------- | -------- | ------------- | -------- |
| Lanús                       | 0 - 0     | Platense                          |          | 20 de octubre | 10:00    |
| River Plate                 | 1 - 2     | Racing                            |          | 20 de octubre | 10:00    |
| Tucumán                     | 1 - 0     | Defensa y Justicia                |          | 21 de octubre | 10:00    |
| Huracán                     | 0 - 2     | Patronato de la Juventud Católica |          | 21 de octubre | 10:00    |
| Independiente               | 0 - 3     | Boca Juniors                      |          | 21 de octubre | 10:00    |
| Vélez Sarsfield             | 3 - 0     | Argentinos Juniors                |          | 21 de octubre | 10:00    |
| Central Córdoba (SdE)       | 2 - 0     | Unión                             |          | 22 de octubre | 10:00    |
| Godoy Cruz Antonio Tomba    | 1 - 1     | Estudiantes de La Plata           |          | 22 de octubre | 10:00    |
| Newell's Old Boys           | 3 - 0     | Barracas Central                  |          | 22 de octubre | 10:00    |
| Sarmiento                   | 1 - 1     | Banfield                          |          | 22 de octubre | 10:00    |
| Aldosivi                    | 2 - 3     | San Lorenzo de Almagro            |          | 23 de octubre | 10:00    |
| Arsenal                     | 0 - 0     | Tigre                             |          | 23 de octubre | 10:00    |
| Colón                       | 0 - 5     | Rosario Central                   |          | 23 de octubre | 10:00    |
| Gimnasia y Esgrima La Plata | 3 - 1     | Talleres                          |          | 23 de octubre | 10:00    |

## Goleadores
| Jugador             | Goles | Equipo            |
| ------------------- | ----- | ----------------- |
| Jeremías Pérez Tica | 13    | Newell's Old Boys |